# Абордажний ворон
Абордажний ворон (лат. corvus — «ворон») — обладнання, що застосовувалося в римському флоті для абордажного бою. Широко відомий з часів Першої Пунічної війни проти Карфагену.
У своїй третій книзі циклу «Історія» Полібій описує цей різновид штурмового трапа як міст 1,2 метра завширшки й 10,9 метрів довжиною з невисокими поручнями з обох сторін. Ймовірно, «ворон» у вигляді перекидного мосту встановлювали на носі корабля. Одна його сторона прикріплювалася до нижньої частини спеціального стовпа, а друга була з'єднана з цим стовпом мотузкою. При ослабленні мотузки ворон опускався на ворожий корабель. У передній частині «ворона», на його нижній поверхні, закріплювали великий залізний гак або шип, що надавало передній частині трапа дзьобоподібної форми (звідси й назва «ворон»). Крюк був зроблений таким чином, щоб пробити палубу корабля противника при спуску «ворона», що забезпечувало міцне зчеплення суден і вільний прохід для римської морської піхоти (лат. manipularii).

Будова «ворона»

У III столітті до н. е. Рим не мав ні могутнього військово-морського флоту, ні великого досвіду морських воєн. Ба більше, до Першої Пунічної війни, Римська республіка не починала військових кампаній за межами Апеннінського півострова. Військові сили Республіки були винятково сухопутними, а визначальними компонентами цих сил були дисципліна і мужність римських солдатів. «ворон» несподівано дозволив Риму протиставити свої сухопутні сили морським силам Карфагену, які перевершували римський військовий флот. Застосування римлянами абордажної тактики спрацювало — вони виграли кілька битв, найбільш значними з яких були битва при Мілах, битва при Сулках, битва при мисі Екном, а також бій при Тіндарському мисі.
Попри ряд переваг, у «ворона» були й серйозні недоліки: сучасні експерименти показали, що вага «ворона» повинна була негативно позначатися на морехідних якостях корабля, на якому він встановлювався. Римляни майже повністю втратили два своїх флоти в штормах 255 до н. е. та 249 до н. е., значною мірою через зменшену остійність кораблів, викликану цими пристроями. Ймовірно, такі втрати стали основною причиною відмови від використання «ворона» при проектуванні кораблів до кінця Першої Пунічної війни. У міру вдосконалення римської військово-морської тактики й набору більш досвідчених суднових команд, перевага «ворона» в битвах більше не переважує ризик його використання. «ворон» не згадується в джерелах того періоду після битви при мисі Екном, а битва при Егатських островах, яка й вирішила долю Першої Пунічної війни, вже достеменно велася без використання «воронів». Проте, пізніше, в битві при Нолі, римляни застосовували пристрої під назвою гарпаг, які були зроблені на основі «ворона».